# Hunting Valley

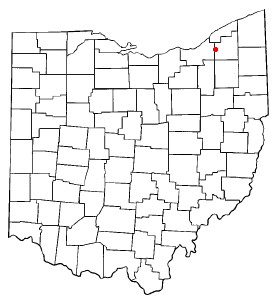
Hunting Valley na planie stanu Ohio

Hunting Valley – wieś w USA, w stanie Ohio, w hrabstwie Cuyahoga.
Liczba mieszkańców w 2000 roku wynosiła 296.